# Józef Towpik

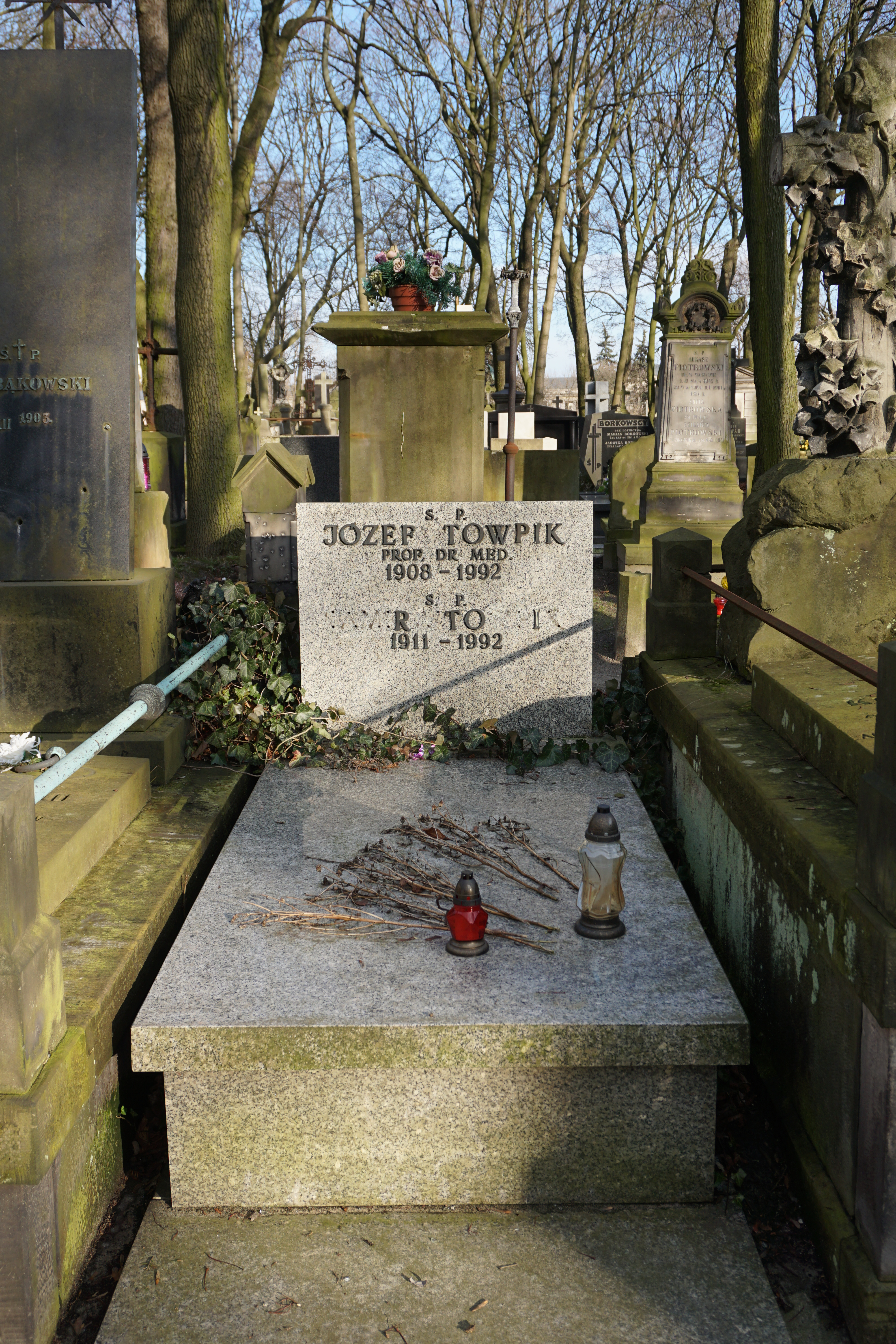
Grób Józefa Towpika na cmentarzu Powązkowskim

Józef Towpik (ur. 22 października 1908 w Berezie Kartuskiej, zm. 12 stycznia 1992 w Warszawie) – polski lekarz dermatolog i wenerolog, wykładowca Uniwersytetu Warszawskiego.

## Życiorys
Urodzony 22 października 1908 r. w Berezie Kartuskiej. Uciekając przed nadchodzącym frontem jego rodzina wyjechała do Tomska na Syberii. W mieście tym żyła wówczas znaczna społeczność polska, działały polskie szkoły i organizacje kulturalne. Towpik należał w tym okresie do polskiej drużyny harcerskiej i redakcji czasopisma młodzieżowego, chodził też do polskiej szkoły podstawowej, dopiero gimnazjum było rosyjskie. W Tomsku rodzina żyła do 1920 r., po czym uciekając przed bolszewikami przeniosła się do odległej o 350 km wsi Raskaticha.
W 1922 r. rodzina Towpików powróciła do Polski, na krótko osiedlając się w Baranowiczach, a potem w rodzinnej Berezie Kartuskiej. Józef Towpik podjął naukę w Gimnazjum im. Romualda Traugutta w Brześciu nad Bugiem. Sześć lat później rozpoczął studia lekarskie na Uniwersytecie Jagiellońskim, angażując się w tym czasie w działalność Koła Kresowego (przez rok był jego prezesem). Ze względu na ubogie pochodzenie dorabiał podczas studiów, m.in. jako robotnik w kopalni, korepetytor, pomocnik lekarza powiatowego w Drohiczynie i opiekun dzieci robotniczych w sanatorium w Busku.
W 1932 r. przeniósł się na Wydział Lekarski Uniwersytetu Józefa Piłsudskiego, a w 1934 r. odbył obowiązkową roczną służbę wojskową w Szkole Podchorążych Sanitarnych na Ujazdowie i jako lekarz na ORP Wilia. Dyplom ukończenia studiów otrzymał w 1935 r., po czym podjął staż w Szpitalu PCK w Warszawie, a w marcu 1937 r. został zatrudniony w Instytucie Radowym, w którym poznał swoją późniejszą żonę. W następnych latach pracował w Szpitalu św. Łazarza i równocześnie pod kierunkiem prof. Mariana Grzybowskiego pisał pracę doktorską dotyczącą stanów przedrakowych skóry w Klinice Dermatologii na warszawskim uniwersytecie, ale nie ukończył jej z powodu wybuchu II wojny światowej. Na stopień podporucznika został mianowany ze starszeństwem z 1 stycznia 1937 i 78. lokatą w korpusie oficerów rezerwy zdrowia, grupa lekarzy.
We wrześniu 1939 r. uczestniczył w obronie Warszawy jako dowódca punktu opatrunkowego. Po kapitulacji został na krótko internowany w Szpitalu Ujazdowskim, a potem podjął współpracę z kliniką prof. Grzybowskiego, gdzie brał udział w tajnym nauczaniu. W tym czasie był kierownikiem poradni dermatologicznej Miejskiego Ośrodka Zdrowia. W pierwszych dniach powstania warszawskiego zorganizował w piwnicach kamienicy, w której mieszkał, punkt opatrunkowy. Po kapitulacji opuścił Warszawę 17 października z ostatnim transportem rannych.
Po opuszczeniu Warszawy wyjechał do rodziny z Piotrkowa Trybunalskiego, tam też do marca 1945 r. pracował w ambulatorium PCK. Po przejściu frontu został powołany do wojska i objął kierownictwo oddziału dermatologicznego w Szpitalu Okręgowym w Warszawie. W 1947 r. odszedł z armii w stopniu majora i wrócił do pracy w klinice. W 1948 r. przebywał na stypendium WHO w USA, gdzie szkolił się w zakresie wenerologii. W 1949 r. dokończył i obronił pracę doktorską. W tym okresie był współorganizatorem zakończonej sukcesem ogólnopolskiej akcji przeciwwenerycznej, w ramach której współtworzył Instytut Wenerologii i został jego wicedyrektorem. 
W 1954 r. uzyskał habilitację, a od 1965 r. był profesorem nadzwyczajnym w Klinice Dermatologii Akademii Medycznej w Warszawie. W 1969 r. opracował ekspertyzę dotyczącą epidemiologii chorób zakaźnych, w związku z czym w następnym roku powierzono mu utworzenie nowego Instytutu Wenerologii i stanowisko jego dyrektora oraz krajowego konsultanta w dziedzinie wenerologii. W 1977 r. uzyskał tytuł profesora zwyczajnego. Na tych stanowiskach pozostał do przejścia na emeryturę w 1979 roku.
Autor lub współautor ponad 200 prac naukowych, podręczników i artykułów z zakresu medycyny społecznej. W swojej pracy naukowej zajmował się metodami leczenia kiły, skutkami ubocznymi stosowania antybiotyków oraz zapobieganiu powikłaniom po penicylinie. Przyczynił się do zastąpienia terminu „choroby weneryczne” określeniem „choroby przenoszone drogą płciową”. Przedstawiciel Polski w Międzynarodowej Unii Zwalczania Chorób Wenerycznych i Krętkowic (1965–1988), członek Komitetu Ekspertów Światowej Organizacji Zdrowia (1955-1984), konsultant krajowy ds. dermatologii i wenerologii (1964–1982).
Mocno zaangażowany w działalność Polskiego Towarzystwa Lekarskiego, które współtworzył w 1951 r. Był jego sekretarzem generalnym (1952–1958), wiceprezesem (1962–1969) i prezesem (1959–1961 oraz 1970–1977), a później otrzymał tytuł honorowego prezesa. Należał do Komitetu Opieki nad Starymi Powązkami.
Zmarł 12 stycznia 1992 r. w Warszawie z powodu udaru mózgu. Pochowany na Starych Powązkach (kwatera 164-6-11).
Żonaty z Tamirą z Bończa-Modzelewskich, ich synem jest chirurg prof. Edward Towpik.

## Odznaczenia[7]
- Złoty Krzyż Zasługi z Mieczami (1944 r.)[2]
- Krzyż Oficerskim Orderu Odrodzenia Polski[5]
- Krzyż Kawalerski Orderu Odrodzenia Polski[5]
- Medal „Za udział w wojnie obronnej 1939”[5]
- Warszawski Krzyż Powstańczy[5]
- Medal 40-lecia Polski Ludowej
- Złoty Medal „Za zasługi dla obronności kraju”
- Medal „Gloria Medicinae”[5]
- Złota Odznaka Honorowa „Za zasługi dla Warszawy”[5]
- Odznaka tytułu honorowego „Zasłużony Lekarz PRL”[5]